# Kongtuo
Kongtuo (kinesiska: 控托, 控托乡) är en socken i Kina. Den ligger i den autonoma regionen Tibet, i den sydvästra delen av landet, omkring 170 kilometer nordost om regionhuvudstaden Lhasa.
Genomsnittlig årsnederbörd är 663 millimeter. Den regnigaste månaden är juli, med i genomsnitt 210 mm nederbörd, och den torraste är november, med 3 mm nederbörd.